# Horgoš

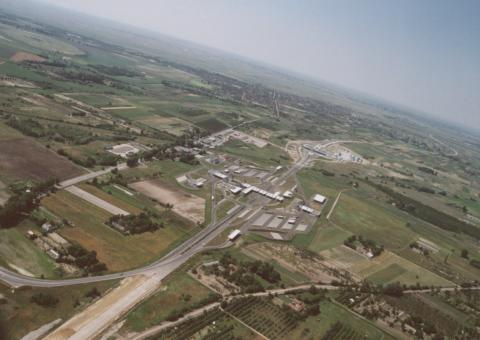
Vista aérea del Horgoš cruce de frontera a Hungría.

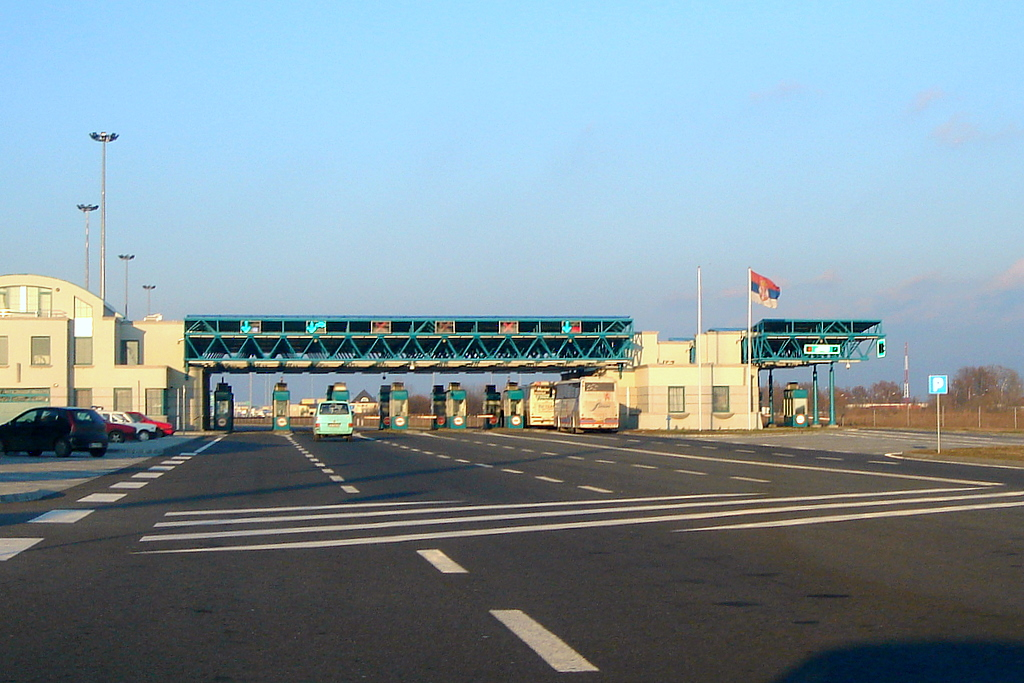
Uno de los cruces de frontera más ocupados en Serbia en Horgoš

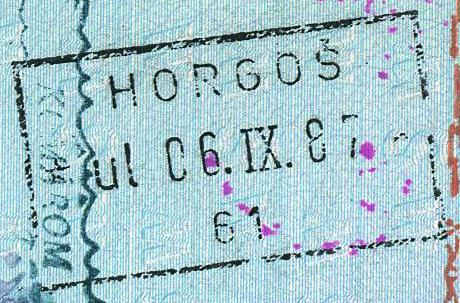
Un sello de pasaporte de 1987 de Horgoš.

Horgoš (en serbio: Хоргош, Horgoš, en húngaro: Horgos) es un pueblo de Serbia localizado en el municipio de Kanjiža, en el Distrito de Banato del Norte. Está situado en la Provincia Autónoma de Voivodina. El pueblo tiene una mayoría étnica húngara (83,82 %) y su población es de 6325 personas (censo de 2002). Cerca del pueblo está el cruce de frontera nacional principal a Hungría.

## Población histórica
- 1961: 7871
- 1971: 7823
- 1981: 7640
- 1991: 7201
- 2002: 6325

## Residentes famosos
El pueblo era el sede de la familia noble húngara famosa, los Kárász de Horgos et Szentpéter.